# GuitArt Quartet
Il GuitArt Quartet è stato un quartetto di chitarristi classici di rilievo internazionale che hanno nel virtuosismo  estremo uno dei tratti stilistici salienti.
Il GuitArt Quartet è stato costituito da quattro musicisti campani:  Lucio Matarazzo, Maria Giovanna Siciliano Iengo, Gianvito Pulzone e Gianluca Allocca.
Tra le esperienze più prestigiose vanno ricordate soprattutto quella con Angelo Gilardino e con Leo Brouwer.
Rimarchevoli anche le esibizioni teatrali al fianco degli attori Alessandro Haber e Michele Placido.
Grazie al sodalizio artistico con la cantante italiana Antonella Ruggiero hanno proposto un vasto repertorio di musiche latino-americane. Già nel 2007 Guitart Quartet aveva collaborato con la cantante genovese nella realizzazione dell'album  Genova, la Superba.
Il GuitArt Quartet si  è sciolto nel 2011

## Discografia
- From Spain to South America
- L. Brouwer:  Complete Works for four guitars
- L. Brouwer: Diario Italico. Special Guest Guitart Quartet
- Antonella Ruggiero: Genova, la Superba, suonano in   Ma se ghe pensu

## Video
- Rai Uno: Omaggio di GuitArt Quartet e Antonella Ruggiero a Domenico Modugno, su it.youtube.com.
- Guitart Quartet con Antonella Ruggiero in  Besame mucho, su it.youtube.com.